# 天日鷲神
天日鷲神（アメノヒワシノカミ）は、日本神話に登場する神。

## 概要
『日本書紀』や『古語拾遺』に登場する。阿波国を開拓し、穀麻を植えて紡績の業を創始した阿波の忌部氏の祖神。
麻植神（おえのかみ）、忌部神（いんべのかみ）とも呼ばれる。また高魂命または神魂命の裔神の天日鷲翔矢命（あめのひわしかけるやのみこと）ともされる。

## 記述
神話で知られているのは天照大神が天岩戸に入られたとき、岩戸の前で神々の踊りが始まり、天日鷲神が弦楽器を奏でると、弦の先に鷲が止まった。多くの神々が、これは世の中を明るくする吉祥を表す鳥といって喜ばれ、この神の名として鷲の字を加えて、天日鷲命とされた。という内容である。後に平田篤胤は、神武天皇の戦の勝利に貢献した鳥と同一だと言及している。
『日本書紀』では天の岩戸の一書に「粟の国の忌部の遠祖天日鷲命の作る木綿を用い」とある。
『古語拾遺』によると、天日鷲神は太玉命に従う四柱の神のうちの1柱である。やはり、天照大神が天岩戸に隠れた際に、穀（カジノキ：楮の一種）・木綿などを植えて白和幣（にきて）を作ったとされる。そのため、天日鷲神は「麻植の神」とも呼ばれ、紡績業・製紙業の神となる。また、天富命は天日鷲神の孫を率いて粟国へと行き、穀・麻を植えた。
『先代旧事本紀』の「国造本紀」には、神武天皇の御世に天日鷲命を伊勢国造に定めたと伝わる。一方、『伊勢国風土記』逸文には、神武天皇が天日別命を伊勢国に遣わし、伊勢津彦を平定したとされている。
また、天日鷲神は一般にお酉様として知られ、豊漁、商工業繁栄、開運、開拓、殖産の守護神として信仰されている。
『新撰姓氏録』によれば、県犬養氏や天語連の祖とされる。

## 祀る神社
- 鷲神社（東京都台東区千束） - 主祭神
- 忌部神社（徳島県徳島市二軒屋町） - 主祭神  - 天皇即位の大嘗祭に際して、阿波忌部の末裔とされる三木家が育てた麻を元に、麁服（あらたえ）を調進している[1]。